# Austin Scott (homme politique)
James Austin Scott, né le 10 décembre 1969 à Augusta (Géorgie), est un homme politique américain membre du Parti républicain. Il représente la Géorgie à la Chambre des représentants des États-Unis depuis 2011.
Il est réélu représentant de la Géorgie en novembre 2014,.
Il détient des intérêts financiers dans des entreprises du secteur de l'armement.